# ويليام والاس بورنس
ويليام والاس بورنس (بالإنجليزية: William Wallace Burns)‏ هو ضابط وسياسي أمريكي، ولد في 3 سبتمبر 1825 في كوشوكتون في الولايات المتحدة، وتوفي في 19 أبريل 1892 في بيافورت في الولايات المتحدة.